# Kozure Ōkami: Meifumando
Kozure Ōkami: Meifumando es una película de samuráis de 1973 dirigida por  Kenji Misumi y protagonizada por Tomisaburo Wakayama. Está basada en el manga El lobo solitario y su cachorro, siendo la quinta de una serie de seis películas. Su título en inglés es Lone Wolf and Cub: Baby Cart in the Land of Demons. En el mercado anglosajón fue además titulada Shogun Assassin 4: Five Fistfuls of Gold, como la cuarta parte del filme Shogun Assassin.

## Trama
Ogami Ittō, un ronin que trabajaba como verdugo para el shogunato, recorre Japón en compañía de su hijo Daigoro realizando tareas como sicario. Ittō fue traicionado por el Shogun y desde entonces es buscado por sus hombres. Cerca de una cascada, el ronin se enfrenta con un hombre que lo ataca. Mientras agoniza por las heridas, el hombre le dice que forma parte del clan Chikuzen-Kuroda y le entrega 100 ryo. Según el hombre, hay 16 miembros de su clan repartidos por los caminos y ríos de la zona, quienes están en busca de Ittō, "el lobo solitario". Por cada miembro que derrote, el ronin recibirá 100 ryo, que servirán como pago para un trabajo que le encargarán. El objetivo de estos enfrentamientos es medir las habilidades del ronin para saber si es adecuado para el trabajo.
Ittō logra derrotar a cinco miembros del clan, quienes le revelan su misión. Su tarea consiste en asesinar a una niña que nació producto de una relación extramatrimonial del daimyō Naritaka. El daimyō hizo pasar a su hija como un niño, para que sea su sucesora en el cargo de soberano. El verdadero sucesor, hijo matrimonial de Naritaka, fue encerrado y aislado. Además de asesinar a la niña, el daimyō y su concubina, Ittō deberá impedir que un documento escrito por el soberano llegue a las manos de su enemigo, Yagyu Retsudo. Esto ya que el contenido del documento es perjudicial para el clan Kuroda.
Mientras Ittō se prepara para la misión, Daigoro se pierde y es capturado por un grupo de hombres que creen que es cómplice de una pareja de ladrones. El niño se niega a confesar que la ladrona le había pedido que cuidara una cartera que había sustraído. A pesar de que la misma ladrona confiesa su crimen para impedir que Daigoro reciba latigazos, el niño se niega a confesar la verdad. Daigoro recibe el castigo para cumplir la promesa que le hizo a la ladrona de no decirle a nadie que le había entregado la cartera. Debido a esta muestra de valor, la ladrona le promete al niño no volver a robar y Daigoro es liberado.
Daigoro se encuentra con su padre y continúan con su misión. Ittō encuentra a la caravana que transporta el documento navegando un río y ataca al sacerdote encargado de resguardar el texto. El ronin logra matar al sacerdote y apropiarse del documento. Retsudo descubre lo que hizo Ittō y envía a sus hombres tras él. Mientras el ronin se enfrenta a los hombres de Retsudo, unos guerreros enmascarados del clan Kuroda lo ayudan a escapar.
Mientras es escoltado por los guerreros enmascarados, Ittō es atacado por los hombres de Retsudo. Sus escoltas deciden quedarse a pelear y le piden al ronin que se dirija a territorio del clan Kuroda para entregar el documento. Al llegar al palacio del daimyō, Ittō revela la verdad de la hija extramatrimonial de Naritaka. Tras esto, el ronin le entrega el documento al daimyō, el cual había sido borrado anteriormente por una mujer llamada Shiranui, miembro del clan Kuroda. Debido a esta ofensa, Ittō es atacado por los guardias de Naritaka.
Dado que los guardias de Naritaka fueron derrotados por Ittō, uno de sus sirvientes le sugiere a su señor que cometa seppuku, para conservar su honor. Sin embargo, el daimyō se niega. El ronin llega a la habitación donde está Naritaka y lo asesina junto a su concubina y su hija. La última escena muestra a Ittō y Daigoro alejándose en un bote, mientras Shiranui comete seppuku para seguir a su señor hasta la muerte.

## Reparto
- Tomisaburo Wakayama como Ogami Ittō.
- Akihiro Tomikawa como Daigoro.
- Shingo Yamashiro como Kuroda Naritaka.
- Tomomi Sato como Oyô.
- Michiyo Ookusu como Shiranui.
- Eiji Okada as Wakita.
- Bin Amatsu como Inspector Senzo.
- Minoru Ohki como Yagyu Retsudo.
- Taizen Shishido como Izumi Kazuna.
- Koji Fujiyama como Tomekichi.
- Sumida Kazuyo como Hamachiyo.

## Producción
Minoru Ohki fue el tercer actor en interpretar al enemigo de Ittō, Retsudo. Ohki interpretó al personaje en las dos últimas películas de la saga. El rol había sido interpretado anteriormente por Tokio Oki y Tatsuo Endo, en la primera y cuarta película, respectivamente.
Kenji Misumi, quien había dirigido las tres primeras películas de la saga, asumió el cargo de director en la quinta entrega. La cuarta parte había sido dirigida por Buichi Saito, mientras que la sexta por Yoshiyuki Kuroda.